# David di Donatello 1986
La 31a edició dels premis David di Donatello, concedits per l'Acadèmia del Cinema Italià va tenir lloc el 20 de juny de 1986 al Capitoli de Roma. El premi consistia en una estatueta dissenyada per Bulgari.

## Guanyadors

### Millor pel·lícula
- Speriamo che sia femmina, dirigida per Mario Monicelli
- Ginger e Fred, dirigida per Federico Fellini
- La messa è finita, dirigida per Nanni Moretti

### Millor director
- Mario Monicelli - Speriamo che sia femmina
- Federico Fellini - Ginger e Fred
- Nanni Moretti - La messa è finita

### Millor director novell
- Enrico Montesano - A me mi piace
- Amanzio Todini - I soliti ignoti vent'anni dopo
- Valerio Zecca - Chi mi aiuta?

### Millor argument
- Leo Benvenuti, Suso Cecchi D'Amico, Piero De Bernardi, Mario Monicelli e Tullio Pinelli - Speriamo che sia femmina
- Federico Fellini, Tonino Guerra e Tullio Pinelli - Ginger e Fred
- Nanni Moretti e Sandro Petraglia - La messa è finita

### Millor productor
- Giovanni Di Clemente - Speriamo che sia femmina
- Alberto Grimaldi - Ginger e Fred
- Achille Manzotti - La messa è finita

### Millor actriu
- Ángela Molina - Un complicato intrigo di donne, vicoli e delitti
- Giulietta Masina - Ginger e Fred
- Liv Ullmann - Speriamo che sia femmina

### Millor actor
- Marcello Mastroianni - Ginger e Fred
- Nanni Moretti - La messa è finita
- Francesco Nuti - Tutta colpa del paradiso

### Millor actriu no protagonista
- Athina Cenci - Speriamo che sia femmina
- Stefania Sandrelli - Speriamo che sia femmina
- Isa Danieli - Un complicato intrigo di donne, vicoli e delitti

### Millor actor no protagonista
- Bernard Blier - Speriamo che sia femmina
- Ferruccio De Ceresa - La messa è finita
- Franco Fabrizi - Ginger e Fred
- Philippe Noiret - Speriamo che sia femmina

### Millor músic
- Riz Ortolani - Festa di laurea (ex aequo)
- Nicola Piovani - Ginger e Fred (ex aequo)
- Armando Trovajoli - Maccheroni

### Millor fotografia
- Giuseppe Lanci - Un complicato intrigo di donne, vicoli e delitti
- Tonino Delli Colli i Ennio Guarnieri - Ginger e Fred
- Dante Spinotti - Interno berlinese

### Millor escenografia
- Enrico Job - Un complicato intrigo di donne, vicoli e delitti
- Dante Ferretti - Ginger e Fred
- Luciano Ricceri - Maccheroni

### Millor vestuari
- Danilo Donati - Ginger e Fred
- Gino Persico - Un complicato intrigo di donne, vicoli e delitti
- Aldo Buti - La venexiana

### Millor muntatge
- Ruggero Mastroianni - Speriamo che sia femmina
- Nino Baragli, Ugo De Rossi i Ruggero Mastroianni - Ginger e Fred
- Luigi Zita - Un complicato intrigo di donne, vicoli e delitti

### Millor actriu estrangera
- Meryl Streep - Out of Africa

### Millor actor estranger
- William Hurt - O Beijo da Mulher Aranha (Kiss of the Spider Woman)

### Millor director estranger
- Akira Kurosawa - Ran (Ran)

### Millor productor estranger
- Steven Spielberg - Retorn al futur (Back to the Future)

### Millor guió estranger
- Bob Gale i Robert Zemeckis - Retorn al futur (Back to the Future)

### Millor pel·lícula estrangera
- Out of Africa, dirigida per Sydney Pollack

### Premi Alitalia
- Nanni Moretti

### David Luchino Visconti
- Ingmar Bergman
- Suso Cecchi D'Amico
- Giuseppe Rotunno

### David René Clair
- Federico Fellini

### David especial
- Francesco Cossiga
- Giulietta Masina
- Nicola Signorello

### Medalla d'or del Comune di Roma
- Federico Fellini
- Gina Lollobrigida
- Marcello Mastroianni
- Mariangela Melato
- Nanni Moretti
- Francesco Nuti
- Ettore Scola